# Петър Карагеоргиев
Петър Иванов Карагеоргиев е български политик, с три последователни мандата като кмет на Търговище, от 29 октомври 1990 до 2 ноември 1999 г. В периода между 2005 и 2009 година е Областен управител на област Търговище.

## Биография
Петър Карагеоргиев е роден на 19 октомври 1942 година в град Търговище, България.
Работил е като ръководител на отдел в „Черноморска технологична компания“, Варна и управител на „Газинженеринг ООД“, Търговище.

### Политическа кариера
Петър Карагеоргиев изкарва три мандата като кмет на Търговище, от 29 октомври 1990 до 2 ноември 1999 г. Първоначално е издигнат от Българската социалистическа партия. През 1995 година е преизбран за кмет, като кандидатурата му е издигната от коалицията „БСП, ЗС „Александър Стамболийски“ и Независимо сдружение „Екогласност““.
В периода между 2005 и 2009 година е Областен управител на област Търговище, при правителството на Сергей Станишев и тройната коалиция БСП-НДСВ-ДПС.